# Christian McBride
Christian Lee McBride (31 de mayo de 1972) es un bajista de jazz norteamericano. Está considerado un virtuoso y es uno de los mejores músicos de su generación; ha aparecido en más de 300 registros como sideman. Es también ganador en cinco ocasiones de un Grammy.
McBride ha actuado y grabado con gran número de músicos de jazz incluyendo a Freddie Hubbard, McCoy Tyner, Brad Mehldau, Herbie Hancock, Pat Metheny, Joe Henderson, Diana Krall, Roy Haynes, Chick Corea, John McLaughlin, Wynton Marsalis, Hank Jones, Lewis Nash, Joshua Redman, Ray Brown, John Clayton, así como con músicos de otros géneros como Sting, Paul McCartney, Celine Dion, Isaac Hayes, Queen Latifah, Kathleen Battle, Renee Fleming, Carly Simon, Bruce Hornsby y James Brown.

## Infancia
McBride nació en Filadelfia, Pensilvania. Su padre, Lee Smith y su tío Howard Cooper eran conocidos bajistas de Filadelfia y le sirvieron de mentores.
Después de empezar con el Bajo eléctrico, McBride cambia al contrabajo y estudia en la Juilliard School.

## Carrera

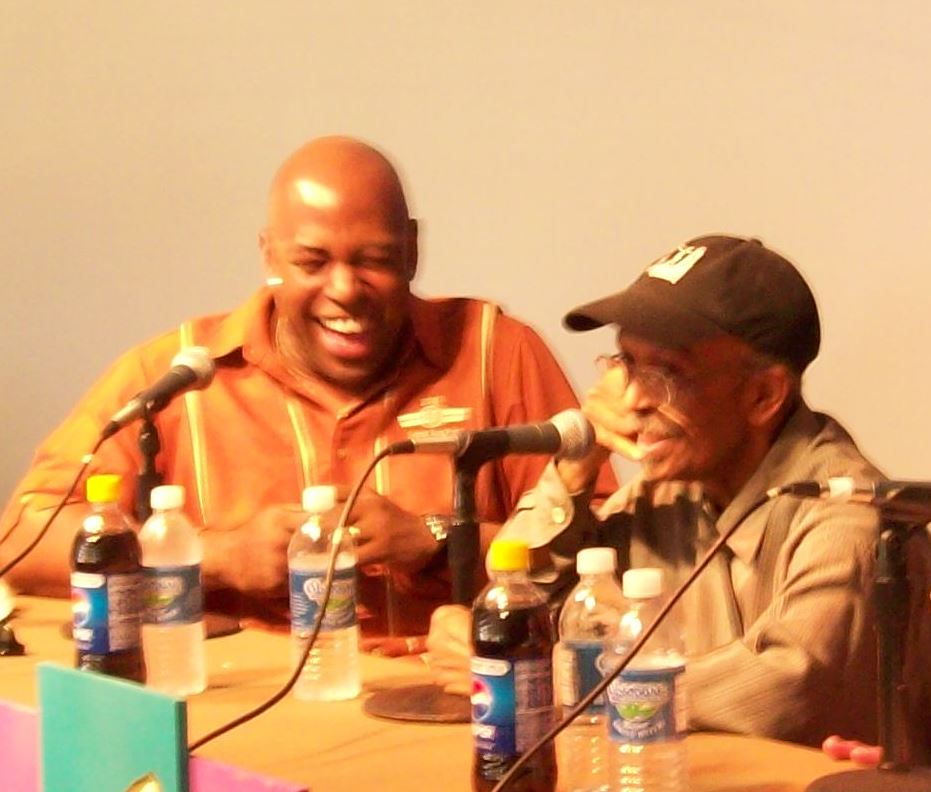
McBride con Jimmy Heath

McBride comenzó anunciado como joven prodigio y se unió al grupo del saxofonista Bobby Watson a la edad de 17 años. De los 17 a los 22 años toca en las bandas de músicos mayores que él como Watson, Freddie Hubbard, Benny Golson, Milt Jackson, J.J. Johnson y Hank Jones y también de músicos de su generación como Roy Hargrove, Benny Green y Joshua Redman. En 1996 el bajista de jazz Ray Brown formó un grupo llamado "SuperBass" con McBride y su protegido John Clayton. El grupo publicó dos CD: SuperBass: Live at Scullers (1997) y SuperBass 2: Live at the Blue Note (2001).
McBride fue miembro del Cuarteto de Joshua Redman en los años 90 con el pianista Brad Mehldau y el batería Brian Blade. En 1995 McBride empezó dirigir sus propios grupos propios después de publicar su álbum de debut Gettin' To It (Verve). El saxofonista Tim Warfield, los pianistas Charles Craig y Joey Calderazzo y los baterías Carl Allen y Greg Hutchinson fueron algunos de los músicos que participaron en sus primeros grupos. De 2000 a 2008, McBride lideró el grupo, "The Christian McBride Band" con el saxofonista Ron Blake, el pianista Geoffrey Keezer y el batería Terreon Gully. La banda publicó los álbumes Visión Vertical (Warner | 2003) y su Live at Tonic, conjunto de tres CD de 2006.
McBride principalmente toca contrabajo, pero es igualmente experto en el bajo eléctrico. Tocó en el proyecto colaborativo El Experimento de Filadelfia, que ha incluido al teclista Uri Caine y al batería Ahmir "Questlove" Thompson. También hace registros y giras con el Pat Metheny Trío, el Bruce Hornsby Trío y Queen Latifah. 
En 2006, McBride fue nombrado al puesto de "Silla Creativa para Jazz" en Los Ángeles Philharmonic, tomando el relevo de Dianne Reeves. Estuvo 4 años en el puesto siendo sustituido por Herbie Hancock en 2010.

McBride actuó con Sonny Rollins y Roy Haynes en el Carnegie Hall el 18 de septiembre de 2007, en la conmemoración del 50.º aniversario de la primera actuación allí de Rollins. 

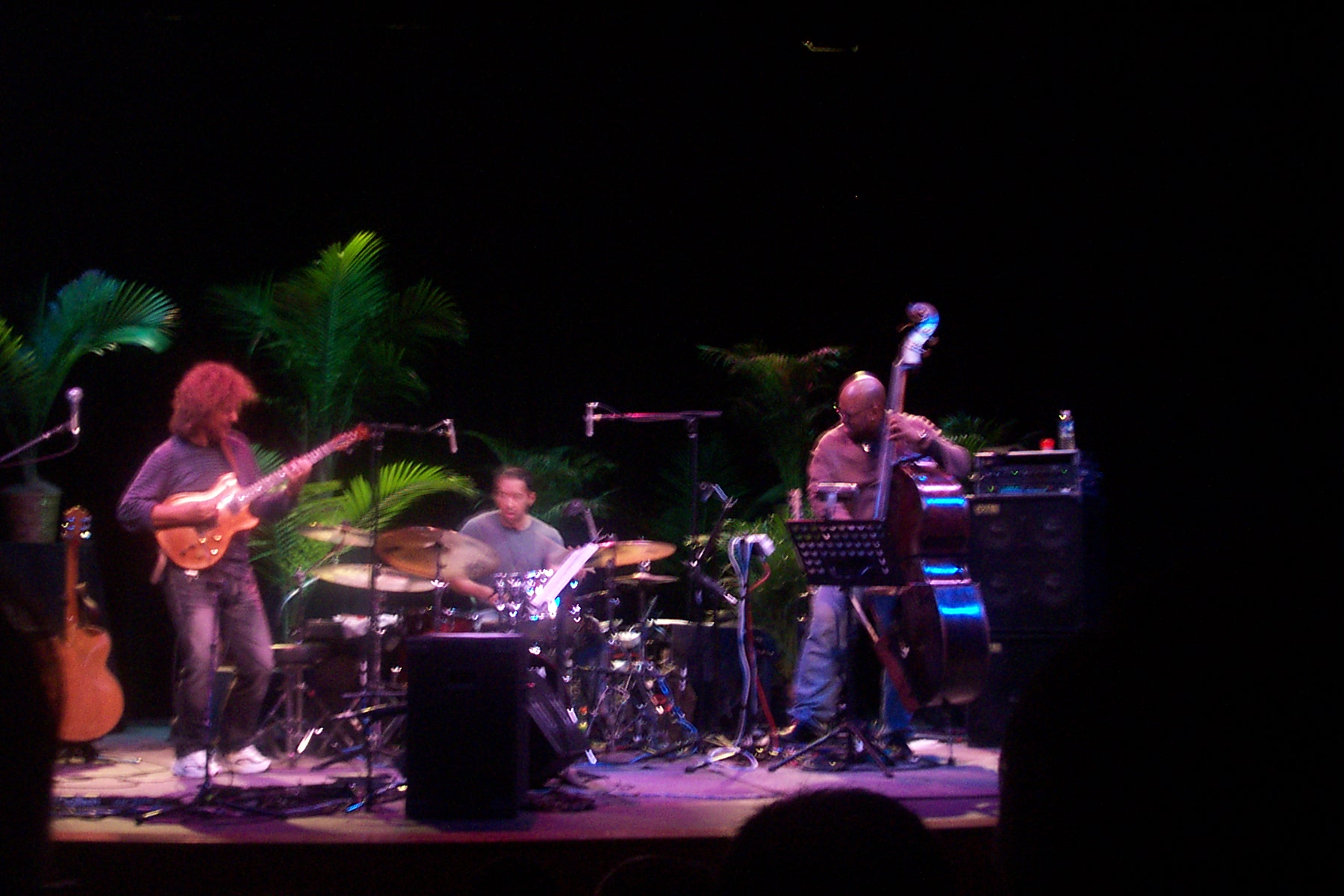
Pat Metheny Trio

En 2008, McBride se unió a John McLaughlin, Chick Corea, Kenny Garrett y Vinnie Colaiuta en un supergroupo llamado la Five Peace Band. Publicaron un CD en febrero de 2009 y completaron su gira mundial en mayo de aquel año. El CD Five Peace Band Live ganó en 2010 el Grammy Award para Best Jazz Instrumental Album, Individual or Group
En 2011 McBride publica su primer álbum de big band, The Good Feeling, por el cual gana el Grammy para Best Large Jazz Ensemble Performance.
McBride dirige actualmente cinco grupos: "Inside Straight", que presenta al saxo alto/soprano Steve Wilson, al vibrafonista Warren Wolf, al pianista Peter Martin y al batería Carl Allen; un trío que presenta al pianista Christian Sands y al batería Jerome Jennings; su Big Band de 18 miembros; un grupo experimental llamado "A Christian McBride Situation" con el pianista Patrice Rushen, los turntablists DJ Logic y Jahi Sundance, el saxofonista Ron Blake y la vocalista Alyson Williams y el "New Jawn", presentando al trompetista Josh Evans, el saxofonista Marcus Strickland y el batería Nasheet Waits.
En marzo de 2016, McBride fue nombrado director artístico del Newport Jazz Festival, sucediendo al fundador del festival y director artístico, George Wein.

## Vida personal
Christian está casado con la cantante de jazz y educadora Melissa Walker. Walker, con la ayuda de McBride, dirige la Jazz House Kids, una escuela de jazz en su ciudad natal de Montclair, New Jersey. Cada verano ambos aparecen en el Montclair Festival de Jazz, junto con grupos estudiantiles dirigidos por los instructores.

## Discografía
Un asterisco (*) indica el año de publicación.

### Como líder
| Año   | Título                       | Sello        | Personal/Notas |
| ----- | ---------------------------- | ------------ | -------------- |
| 1994  | Gettin' To It                | Verve        |                |
| 1995  | Number Two Express           | Verve        |                |
| 1998  | A Family Affair              | Verve        |                |
| 2000  | SciFi                        | Verve        |                |
| 2000  | The Philadelphia Experiment  | Ropeadope    |                |
| 2002  | Vertical Vision              | Warner Bros. |                |
| 2005  | Live at Tonic                | Ropeadope    |                |
| 2009* | Kind of Brown                | Mack Avenue  |                |
| 2011* | The Good Feeling             | Mack Avenue  |                |
| 2011* | Conversations with Christian | Mack Avenue  |                |
| 2013* | People Music                 | Mack Avenue  |                |
| 2013* | Out Here                     | Mack Avenue  |                |
| 2015* | Live at the Village Vanguard | Mack Avenue  |                |

### Recopilaciones
- It's Christmas on Mack Avenue (Mack Avenue, 2014)

### Como sideman
Con Gary Bartz
- Shadows (Timeless, 1991)

Con Regina Belle
- Lazy Afternoon (2004)

Con Chris Botti
- To Love Again: The Duets (2005)
- December (2006)
- Italia (2007)

Con Don Braden
- After Dark (1994)

Con Chick Corea
- Remembering Bud Powell (1997)
- Rendezvous in New York (2002)
- Super Trio: Corea/Gadd/McBride (2006)
- Chillin' In Chelan (2007)
- Five Peace Band (with John McLaughlin) (2009) - GRAMMY WINNER
- Trilogy (2013) - GRAMMY WINNER

Con George Duke
- After Hours (1998)
- Face the Music (2002)
- Duke (2005)
- Dukey Treats (2008)
- DreamWeaver (2013)

Con Joseph Tawadros
- Permission to Evaporate (2014)

Con Benny Green

- Greens (1991)
- Testifyin': Live at the Village Vanguard (1992)
- That's Right! (1992)
- The Place To Be (1994)
- These Are Soulful Days (1999)
- Naturally (2000)

Con Roy Hargrove
- Public Eye (1991)
- Family (1995)

Con Joe Henderson
- Lush Life: The Music of Billy Strayhorn (1992) – GRAMMY WINNER
- Double Rainbow: The Music of Antonio Carlos Jobim (1995)
- Big Band (1996)

Con Bruce Hornsby
- Camp Meeting (2007)

Con Freddie Hubbard
- Live at Fat Tuesday's (1992)
- God Bless the Child (1998)

Con Hank Jones
- West of 5th (Chesky, 2006)

Con Diana Krall
- Only Trust Your Heart (1995)
- Love Scenes (1997)
- The Look of Love (2001)
- Live in Paris (2002)
- The Girl in the Other Room (2004)
- Wallflower (2015)

Con Queen Latifah
- Trav'lin' Light (2008)

Con Joe Lovano
- Tenor Legacy (Blue Note, 1993)
- Quartets: Live at the Village Vanguard (Blue Note, 1995)

Con Harold Mabern
- Lookin' on the Bright Side (DIW, 1993)

Con Paul McCartney
- Kisses On The Bottom (Hear Music, 2012)

Con Brad Mehldau
- Introducing Brad Mehldau (Warner Bros., 1995)

Con Pat Metheny y Antonio Sanchez
- Day Trip (2005)
- Tokyo Day Trip (2008)

Con Joshua Redman
- Joshua Redman (1993)
- Moodswing (1994)
- Back East (2007)

Con David Sanborn
- Pearls (1994)
- Time Again (2003)
- Closer (2005)
- Here and Gone (2008)

Con Yutaka Shiina
- United (1998)

Con Jimmy Smith
- Damn! (1995)
- Angel Eyes: Ballads & Slow Jams (1996)

Con Sting
- ...All This Time (2001)
- Sacred Love (2003)

Con McCoy Tyner
- Prelude and Sonata (1995)
- What the World Needs Now: The Music of Burt Bacharach (1997)
- Illuminations (McCoy Tyner album) (2004) – GRAMMY WINNER
- Quartet (McCoy Tyner album) (2007)

Con Cedar Walton
- Composer (Astor Place, 1996)

Con Michael Wolff
- Jumpstart (1995)
- 2AM (1997)

Con Makoto Ozone
- My Witch's Blue (2012)